# 표완수
표완수(表完洙, 1947년 8월 21일 ~ )는 대한민국의 언론인이다. 경향신문 기자를 거쳐 경인방송 사장, 제5대 YTN 대표이사 사장을 역임했고, 시사IN 대표이다. 본관은 신창이며, 충청북도 청주시 출생이다.

## 학력
- 청주고등학교
- 서울대학교 영어영문학 학사

## 경력
- 1974년 : 경향신문 외신부 기자
- ~ 1980년 : 경향신문 경제부 기자
- 1983 ~ 1984년 : 봉명에너지 영업부 근무
- 1987 ~ 1988년 : 한국방송사업단 프로그램판매부 근무
- 1989 ~ 1991년 : 시사저널 국제부장
- 1991년 : 경항신문 국제부 부장
- ~ 1998년 : 경항신문 편집부 근무
- 1999 ~ 2000년 : 인천방송 이사
- 2000년 : 경인방송 대표이사 사장
- 청주대학교 객원교수
- 2003년 ~ 2008년 6월 : YTN 대표이사 사장
- 2004 ~ 2005년 : YTN 미디어 대표이사 사장
- 2005년 : YTN DMB 대표이사 사장
- 2008년 9월 : 오마이뉴스 회장
- 2009년 ~ : 시사IN 대표